# Snoekengracht
Snoekengracht is een natuurgebied in de Belgische gemeente Boutersem. Het gebied is 33 hectare groot en is in bezit en beheer bij Natuurpunt.

## Beschrijving
In het natuurgebied komt een van de grootste concentraties Brede orchis van Vlaams-Brabant voor. Het massaal voorkomen van de Brede Orchis is het resultaat van jaarlijks beheer sinds 1976 gericht op het terugbrengen van de rijke biodiversiteit in het gebied. De Snoekengracht was het eerste reservaat dat in het Hageland totstand kwam en dit op initiatief van de Regionale Vereniging Natuur en Landschap, nu Natuurpunt Oost Brabant. Op 8 mei 2016 wordt 40 jaar vrijwillig natuurbeheer in de Snoekengracht gevierd; voordat begonnen werd met dit specifiek beheer kwamen nagenoeg geen orchideeën meer voor in de Snoekengracht. Het beheer is gebaseerd op studies van de waterhuishouding en een lange reeks van grondwaterstandopnamen.